# Stian Arnesen
 (février 2022).
Si vous disposez d'ouvrages ou d'articles de référence ou si vous connaissez des sites web de qualité traitant du thème abordé ici, merci de compléter l'article en donnant les références utiles à sa vérifiabilité et en les liant à la section « Notes et références ».
Pour l’article homonyme, voir Arnesen.
Nagash ou Lex Icon (né Stian Arnesen le 7 mai 1978) est un musicien norvégien de black metal, ex-membre du groupe Dimmu Borgir. Il est également membre et l'un des fondateurs du groupe de black metal The Kovenant (Basse et Chant).